# Diego Duque de Estrada
Diego Duque de Estrada (Toledo, 15 de agosto de 1589-Cagliari, 1647) fue un soldado y escritor español del Siglo de Oro, pariente del también escritor Matías Duque.

## Biografía
De creer todo lo que cuenta en su autobiografía, tuvo padres nobles y, huérfano a los tres años y gran espadachín desde muy joven, caballista consumado, guerrero y cortesano, fue perseguido por la justicia al matar precipitadamente a su amada y a su mejor amigo, a quienes descubrió siéndole infiel. Duque de Estrada se refugió en la milicia y participó en asaltos al norte de África, se batió en Antequera y Sevilla con valentones de fama y, capturado por los corsarios, recobró la libertad con la ayuda de un antiguo esclavo de su abuelo. Por sus homicidios y violencias lo arrestaron y lo condujeron a Toledo: interrogado, torturado y sentenciado a muerte, apeló al duque de Lerma y se escapó de la cárcel con ayuda de una monja que se enamoró de él. Consiguió embarcar para Italia y recorrer todos los escenarios de las guerras europeas del tiempo, así como todo el teatro de los enfrentamientos mediterráneos con el turco, llevando a cabo sospechosas hazañas heroicas, siempre llamativas. 
En esa vorágine de imposible resumen desempeñó múltiples papeles y encargos llegando a privado del Príncipe de Transilvania, el conde húngaro Gabriel Bethlen. Tras compartir un tiempo en la lujosa corte de Bethlen y de un prolongado intercambio cultural, se marchó hacia el noroeste y terminó siendo castellano de una fortaleza en Bohemia, así como miembro de la orden de San Juan de Dios en Cerdeña, pasando por ser maestro de lengua española, corsario, experto militar, poeta en academias... Testimonia batallas, escaramuzas, maravillas y viajes. No es extraño que el primer editor de estas memorias, Pascual Gayangos, dudara de la autenticidad de su relato, que es cierto está maravillosamente bien contado. La obra termina a su regreso, con su ingreso en la orden de San Juan de Dios.
Lo cierto es que perdió pronto a sus padres y quedó bajo la tutela de un amigo de la familia, fue soldado en Nápoles hacia 1615 y religioso en Cerdeña bajo el nombre de Justo de Santa María. Según sus Comentarios, escribió una serie de comedias que no se han conservado, entre ellas dos compuestas en 1613 estando en Barcelona: La conquista de las islas Baleares y Milagros y sucesos de San Carlos Borromeo. Al año siguiente, en Roma, escribió El ejemplo en la pobreza, grandezas del duque de Sajonia; El renegado por celos y La Vega de Toledo. Y en Nápoles pudo representar en el palacio del virrey El forzado vencedor y El rey don Sebastián en fingido. Otras obras suyas son El agravio escrito en piedra, El servir sin ser premiado y El villano general.
Sus Comentarios del desengañado de sí mismo, prueba de todos estados y elección del mejor dellos, o sea, Vida de don Diego Duque de Estrada, escrita por sí mismo se redactaron entre 1614 y 1645. Al lado de otras memorias de soldados y espadachines del Siglo de Oro como las de Diego García de Paredes, Pedro Gaytán, Diego Suárez Corvín, Alonso de Contreras, Jerónimo de Pasamonte, Domingo de Toral y Valdés o Miguel de Castro, es la autobiografía soldadesca más extensa; y el autor desfigura los hechos a propósito reinventándose en sentido algo vanaglorioso su linaje, duelos y vida sentimental y matrimonial, o sus hazañas en el Mediterráneo y Centroeuropa; algunos hechos son, además, inverosímiles en toda lógica. Le mueve siempre el deseo de honra y más valer, se muestra orgulloso de su estatus social noble y no soporta la menor ofensa a su dignidad. Hoy en día su descendencia creen que está en Valencia, provincia de España. Ya que han logrado a través de sus libros y documentos saber donde se situaba.

## Obras
- Memorias de Don Diego Duque de Estrada, Madrid: Biblioteca Autores Españoles, 1956; otra edición, Comentarios del desengañado de sí mismo: vida del mismo autor; edición, introducción y notas de Henry Ettinghausen. Madrid: Castalia, 1983.
- Octauas rimas a la insigne victoria que la Serenis. Alteza del Príncipe Filiberto ha tenido: conseguida por el ... Marques de Sancta Cruz ... con tres Galeones del famoso Cosario Ali Araez Rauazin compuesta por don Diego Duque de Estrada. Messina: Pedro Brea, 1624; otra edición Octavas rimas a la insigne victoria conseguida por el Marqués de Santa Cruz. Exeter, University of Exeter, 1980